# Liste der Kulturdenkmäler in Roth (Rhein-Lahn-Kreis)
In der Liste der Kulturdenkmäler in Roth sind alle Kulturdenkmäler der rheinland-pfälzischen Ortsgemeinde Roth aufgeführt. Grundlage ist die Denkmalliste des Landes Rheinland-Pfalz (Stand: 8. Dezember 2023).

## Einzeldenkmäler
| Bezeichnung | Lage             | Baujahr                  | Beschreibung                                                                    | Bild            |
| ----------- | ---------------- | ------------------------ | ------------------------------------------------------------------------------- | --------------- |
| Wohnhaus    | Talstraße 4 Lage | 17. oder 18. Jahrhundert | Fachwerkhaus, teilweise massiv, verputzt, wohl aus dem 17. oder 18. Jahrhundert | Fotos hochladen |